# Jelisaweta Modestowna Bradis
Jelisaweta Modestowna Bradis (russisch Елизавета Модестовна Брадис; * 31. Julijul. / 13. August 1900greg. in Pskow; † 5. Mai 1975 in Kiew) war eine sowjetische Biologin und Hochschullehrerin.

## Leben
Bradis war die Tochter der städtischen Grundschullehrer Modest Wassiljewitsch und Jelisaweta Wassiljewna Bradis und hatte viele Geschwister. 1909 wurden ihr Vater und ihr 9 Jahre älterer Bruder Wladimir wegen revolutionärer Tätigkeiten nach Sibirien verbannt. Zur Entlastung der Mutter lebten die Töchter Jelisaweta und Xenia einige Jahre lang in Sibirien beim Vater und Bruder in Turinsk.
Nach Oktoberrevolution und Bürgerkrieg schloss Bradis ihr Studium an der Universität Moskau als Geobotanikerin ab. Darauf war sie mit der Untersuchung von Mooren und der geobotanischen Regionalisierung beschäftigt.
Nach der erfolgreichen Verteidigung ihrer Dissertation über die Vegetationsdecke als Indikator für die Bodenverhältnisse für die Promotion zur Kandidatin der biologischen Wissenschaften 1934 arbeitete Bradis im Institut für Biologie der Akademie der Wissenschaften der Ukrainischen Sozialistischen Sowjetrepublik (AN-USSR).
Nach Beginn des Deutsch-Sowjetischen Kriegs wurde Bradis mit einer Gruppe von Mitarbeitern des Instituts für Biologie nach Ufa evakuiert. Sie untersuchte nun die Flora verschiedener Gebiete Baschkiriens. Sie studierte die Moore und klassifizierte sie nach ökologischen und phytozoenotischen Kriterien. Die Ergebnisse waren wichtig für viele Industriebetriebe Baschkiriens, für die Torf ein billiger und leicht zugänglicher Brennstoff war. Sie arbeitete im Botanischen Garten Ufa und systematisierte die Flora Baschkiriens. Sie identifizierte neue Pflanzenarten und vergrößerte den Herbarienbestand. Sie beteiligte sich an dem monumentalen Werk über die höheren Pflanzen Baschkiriens, das bis 1959 erstellt und 1966 von Jewgeni Kutscherow herausgegeben wurde.
Bradis kehrte 1947 nach Kiew in das Institut für Biologie zurück. Sie verteidigte dort 1951 ihre Doktor-Dissertation über die Tofmoore Baschkiriens mit Erfolg für die Promotion zur Doktorin der biologischen Wissenschaften 1952. Sie lehrte auch und wurde zur Professorin ernannt.

## Ehrungen, Preise
- Medaille „Für heldenmütige Arbeit im Großen Vaterländischen Krieg 1941–1945“[1]
- Ehrenzeichen der Sowjetunion[1]
- Cholodny-Preis der AN-USSR[1]